# Jean-Benjamin Sleiman
Jean-Benjamin Sleiman, né le 30 juin 1946 à Ghalboun (Liban), est un prélat catholique libanais, archevêque de Bagdad depuis 2000.

## Biographie

### Formation
Jean-Benjamin Sleiman étudie la théologie à l’université catholique de l’Ouest d'Angers ainsi qu'à l’Institut catholique de Paris. Polyglotte et francophile, il obtient également un doctorat en anthropologie sociale et culturelle à l'université Paris-Descartes,. 
Le 8 décembre 1973, il est ordonné prêtre pour l'Ordre des Carmes déchaux.
De 1983 à 1991, il enseigne à l'université Saint-Joseph de Beyrouth.

### Épiscopat
Le 29 novembre 2000, il est nommé archevêque de Bagdad, en Irak, par le pape Jean-Paul II. Il est alors consacré le 20 janvier 2001 par Antonio Maria Vegliò, assisté de Paul Dahdah (en) et Paul Bassim (en). Il est ensuite installé le 29 mars suivant en la cathédrale de Bagdad.
En 2003, il vit de près l’offensive américaine et l’exode des populations qui la suit ; le nombre de chrétiens passe alors d'un million et demi à 150 000 en 12 ans.

## Prises de position
Mgr Sleiman est très actif dans la protection des chrétiens d'Orient, notamment victimes de l'État islamique. Fin août 2014, il déclare : « si le Moyen-Orient n’est pas pacifié, je pense que l’Europe ne sera pas tranquille. Ce genre de phénomène ne s’arrête pas à des limites territoriales, et je crois que l’Europe a le plus grand intérêt à pacifier le Moyen-Orient et revenir à sa politique classique qui était beaucoup plus sage, plus humaine certainement qu’elle ne peut l’être aujourd’hui. »
Il ajoute : « l’émigration des chrétiens est une hémorragie que rien ne peut endiguer. Ce départ est irréversible. Pour eux, l’exil est préférable à la peur. Avec leur départ, la société irakienne s’appauvrit, se ferme sur elle-même et se radicalise. »

## Publications
- Thérèse : l'épouse de l'Agneau, Cariscript, 1998.
- Dans le piège irakien : le cri du cœur de l'archevêque de Bagdad, Presses de la Renaissance, 2006, 184 p.